# 郭浴雯
郭浴雯（1991年11月5日—），台灣女子羽球選手。就讀國立體育大學。

## 簡歷
2013年7月，郭浴雯代表中華台北出戰俄羅斯喀山舉行的世界大學生運動會，參加羽毛球比賽的女子雙打、混合雙打及混合團體項目，贏得混合團體銅牌。

## 主要比賽成績
只列出曾進入準決賽的國際賽事成績：
| 年份   | 賽事                     | 公開賽級別 | 項目     | 拍檔   | 成績   |
| ------ | ------------------------ | ---------- | -------- | ------ | ------ |
| 2013年 | 越南羽毛球國際挑戰賽     | 國際挑戰賽 | 女子雙打 | 王沛蓉 | 準決賽 |
| 2013年 | 世界大學運動會羽毛球比賽 | 其他       | 混合團體 | －     | 铜牌   |
| 2013年 | 東亞運動會羽毛球比賽     | 其他       | 女子團體 | －     | 銀牌   |
| 2019年 | 波蘭羽毛球公開賽         | 國際挑戰賽 | 女子雙打 | 林琬清 | 準決賽 |
| 2019年 | 馬爾地夫羽毛球未來系列賽 | 未來系列賽 | 女子雙打 | 林琬清 | 冠軍   |

| 2007-2017年 | 首要超級賽 | 超級賽 | 黃金大獎賽 | 大獎賽 | 國際挑戰賽 | 國際系列賽 | 未來系列賽 | 其他 |

| 2018-2026年 | 總決賽 | 超級1000賽 | 超級750賽 | 超級500賽 | 超級300賽 | 超級100賽 | 國際挑戰賽 | 國際系列賽 | 未來系列賽 | 其他 |

## 外部連結
- 郭浴雯在BWFBadminton.com（英语）
- 郭浴雯在BWF.TournamentSoftware.com（英语）
- 郭浴雯在Flashscore（英语）